# Epirhyssa speciosa
Epirhyssa speciosa är en stekelart som beskrevs av Cresson 1865. Epirhyssa speciosa ingår i släktet Epirhyssa och familjen brokparasitsteklar. Inga underarter finns listade i Catalogue of Life.